# Christian von Boetticher
Christian Ulrik von Boetticher (ur. 24 grudnia 1970 w Hanowerze) – niemiecki polityk i prawnik, poseł do Parlamentu Europejskiego V kadencji.

## Życiorys
Studiował prawo na uniwersytetach w Kilonii i Hamburgu. Zdał państwowe egzaminy prawnicze I i II stopnia. Na Uniwersytecie Hamburskim uzyskał doktorat w zakresie prawa konstytucyjnego. W 1987 wstąpił do Junge Union, organizacji młodzieżowej chadeków, a w 1988 do Unii Chrześcijańsko-Demokratycznej. Obejmował kierownicze funkcje w strukturach tego ugrupowania różnych szczebli. Od 1994 do 1999 był radnym powiatowym w Pinnebergu.
W 1999 z listy CDU uzyskał mandat deputowanego do Parlamentu Europejskiego. Był m.in. członkiem grupy chadeckiej, Komisji Petycji oraz Komisji Wolności i Praw Obywatelskich, Sprawiedliwości i Spraw Wewnętrznych. W PE zasiadał 2004.
W 2002 rozpoczął praktykę w ramach prywatnej kancelarii prawniczej. W 2006 powołany do zarządu Europejskiej Partii Ludowej. W regionalnym rządzie Petera Carstensena był ministrem rolnictwa, środowiska i obszarów wiejskich. W 2009 stanął na czele frakcji chadeckiej w landtagu kraju związkowego Szlezwik-Holsztyn. W latach 2010–2011 kierował regionalnymi strukturami CDU. W 2011 zrezygnował z funkcji publicznych, gdy ujawniono jego związek z szesnastoletnią uczennicą.
Od 2015 był dyrektorem zarządzającym przedsiębiorstwa spożywczego Peter Kölln; funkcję tę pełnił do 2022.